# U 178
U 178 war ein deutsches U-Boot vom Typ IX D2, das im Zweiten Weltkrieg während des U-Boot-Krieges durch die deutsche Kriegsmarine im Südatlantik sowie bei Operationen der Gruppe Monsun im Indischen Ozean eingesetzt wurde.

## Bau und Technische Daten
Die Bremer Werft der Deschimag wurde erstmals im Jahr 1934 durch die Reichsmarine mit dem Bau von U-Booten beauftragt. In dieser Zeit erfolgte der U-Bootbau unter Umgehung der Bestimmungen des Versailler Vertrages. Ab Kriegsbeginn waren die Kapazitäten der Deschimag AG Weser hauptsächlich durch den U-Bootbau im Auftrag der Kriegsmarine ausgelastet. Hier wurden vor allem die Boote der U-Boot-Klasse IX C produziert. Der dreizehnte Bauauftrag, der von Seiten der deutschen Marinen an diese Werft erging, umfasste vier Boote vom Typ IX D2.
Die Deschimag AG Weser lieferte bis Kriegsende 28 Boote des Typs IX D2 aus. Solche Boote vom Zweihüllentyp waren für den Übersee-Einsatz konzipiert. Sie verdrängten über Wasser 1.616 t und getaucht 1.804 t. Ein IX-D2-Boot war 87,58 m lang und 7,5 m breit. Es erreichte bei Überwasserfahrt eine Höchstgeschwindigkeit von 19,2 kn, das entspricht 35,6 km/h. Bei 12 kn Fahrt betrug die Reichweite dieser Boote 23.700 Seemeilen (sm).
IX C Boote waren mit 24 Torpedos bewaffnet, die aus 4 Bug- und 2 Hecktorpedorohren ausgestoßen werden konnten. Zusätzlich verfügten diese Boote über Artilleriebewaffnung. Diese bestand aus einer 10,5-cm-Kanone, sowie einer 3,7 cm und einer 2,0 cm Flak.
Die deutschen U-Boote dieser Zeit trugen Wappen oder Embleme, die meist von der Besatzung selbst gewählt wurden. U 178 erhielt sein Bootszeichen, als Kommandant Ibbeken bei einem Trimmversuch im Bremer Hafenbecken einen Schwan beobachtete, der über das überflutete Vorschiff schwamm. Die Blechwerkstatt der Deschimag AG Weser fertigte zwei abnehmbare Embleme für die beiden Seiten des U-Boot-Turms.
Als Reaktion auf eine Ungezieferplage an Bord, trug U 178 später kurzzeitig zusätzlich eine Maling, die eine Kakerlake darstellte, und mit der Zahl 74215 beschriftet war.

## Einsatz und Geschichte
Bis zum 31. August 1942 gehörte U 178 der 4. U-Flottille an und war in Stettin stationiert. Kommandant Hans Ibbeken unternahm in dieser Zeit Ausbildungsfahrten in der Ostsee zum Einfahren des Bootes und zum Training der Besatzung. Vom 1. September bis zum 30. Oktober 1942 war U 178 der 10. U-Flottille als Frontboot unterstellt und im nordfranzösischen Lorient stationiert. Am 1. November kam das Boot zur 12. U-Flottille in Bordeaux, bei der es bis zu seiner Sprengung im Herbst 1944 verblieb.

### Die Fern-U-Boot-Gruppe
Am 8. September 1942 brach Kommandant Ibbeken von Kiel aus zu seiner ersten Feindfahrt mit U 178 auf. Das Boot gehörte zu einer Gruppe von Fern-U-Booten, die Europa gleichzeitig mit demselben Kurs verließen, neben U 178 waren das U 179, U 177 und U 181. Hierbei handelte es sich nicht um eine klassische U-Bootgruppe, wie die zur etwa selben Zeit aufbrechende Gruppe Eisbär, die nach Maßgaben der von Karl Dönitz entwickelten Rudeltaktik das Gefecht mit alliierten Geleitzügen suchen sollte. Geplant war, zwar getrennt zu marschieren, aber zur selben Zeit das vorgesehene Operationsgebiet zu erreichen: Die westafrikanische Gewässer und den Indischen Ozean, wo das Geleitzugsystem der Alliierten zu dieser Zeit noch nicht etabliert war. U 178 passierte Schottland am 14. September und ging auf Höhe der Rockallbank auf Südkurs. Ende des Monats passierte das Boot die Kapverdischen Inseln und erreichte am 7. Oktober den Südatlantik. Am 10. Oktober meldete Kommandant Ibbeken die Versenkung eines britischen Dampfers, der sich mit Truppen an Bord auf dem Weg von Kapstadt nach Großbritannien befand, als er zwischen Freetown und der Insel Ascension durch U 178 torpediert wurde.
- 10. Oktober 1942 britischer Frachter Duchess of Atholl (20.119 BRT, Lage) versenkt:[7] Kommandant Ibbeken schoss zwei 2er-Torpedofächer und schließlich einen Fangschuss auf die Duchess of Atholl, die erst eine dreiviertel Stunde später, nach insgesamt drei Treffern, langsam sank. Obwohl das britische Schiff – ehemals ein Passagierdampfer – als Truppentransporter viele Personen an Bord hatte, kam bei der Versenkung niemand ums Leben.[8]

Anfang November 1942 umrundete U 178 das Kap der Guten Hoffnung. Im Seegebiet zwischen der südafrikanischen Küste und Madagaskar versenkte Kommandant Ibbeken einen weiteren Truppentransporter, den er als den britischen Passagierdampfer Laurentic zutreffend identifiziert zu haben glaubte.
- 1. November 1942 britischer Dampfer Mendoza (8.233 BRT, Lage) versenkt: Bei der Versenkung der Mendoza, die nicht einmal halb so groß war wie die von Ibbeken angenommene Laurentic, starben 150 Menschen. Die Mendoza war der sechste Truppentransporter, der im Herbst 1942 im südafrikanischen Seegebiet versenkt wurde.[9]

Vor der Küste von Mosambik versenkte Ibbeken wenige Tage später zwei weitere Schiffe:
- 4. November norwegischer Dampfer Hai Ning (2.561 BRT, Lage)  und britischer Dampfer Trekieve (5.244 BRT, Lage) versenkt[7]

Mitte November entschloss sich Ibbeken mit U 178 weiter südlich zu patrouillieren, und torpedierte Mitte des Monats zwei weitere Schiffe:
- 13. November 1942 britischer Dampfer Louise Moller (3.764 BRT, Lage) versenkt
- 15. November britischer Dampfer Adviser (6.348 BRT) beschädigt[7]

Die Besatzung der Adviser verließ das Schiff, nachdem der Dampfer einen Torpedotreffer erhalten hatte. Da an Bord von U 178 entfernte Wasserbombendetonationen zu vernehmen waren, entschloss sich Kommandant Ibbeken, den Bereich zu verlassen, ohne das Sinken der Adviser abzuwarten. Der britische Dampfer wurde später nach  Durban geschleppt und konnte repariert werden. Am Ende des Monats griff U 178 ein weiteres Schiff an:
- 27. November 1942 amerikanischer Dampfer Jeremiah Wedsworth (7.176 BRT) versenkt[7]

Nachdem er den amerikanischen Liberty-Frachter 500 km südlich von Kap Agulhas versenkt hatte, entschloss sich Kommandant Ibbeken nach Europa zurückzukehren. Am 10. Januar 1943 erreichte U 178 Bordeaux.

### Das erste Monsun-Boot

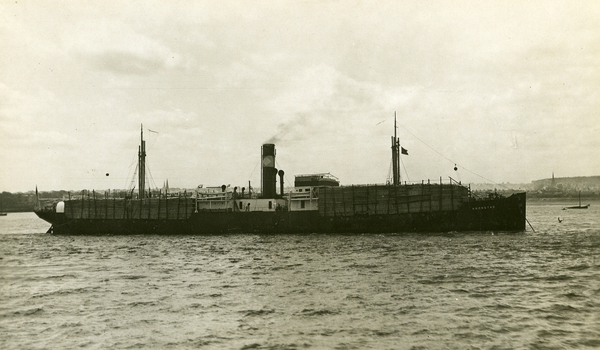
Die Breiviken wurde durch U 178 versenkt

Unter dem Kommando von Korvettenkapitän Wilhelm Dommes brach U 178 am 28. März 1943 von Bordeaux aus zu seiner zweiten Unternehmung auf. Als Operationsgebiet waren erneut die Gewässer um Südafrika, insbesondere das Seegebiet zwischen Mosambik und Madagaskar vorgesehen. Beim Angriff auf den Geleitzug CD 20 beschädigte Kommandant Dommes ein Frachtschiff durch zwei Torpedotreffer.
- 1. Juni 1943 niederländischer Frachter Salabangka (6.586 BRT, Lage) mit Torpedo versenkt[7]

Die Salabangka wurde schwer beschädigt und musste in Schlepp genommen werden
Anfang Juli griff U 178 ein norwegisches Schiff an, das zum Geleitzug DN 50 gehörte.
- 4. Juli 1943 norwegischer Dampfer Breiviken (2.669 BRT, Lage) mit Torpedo versenkt[7]

Die Breiviken sank innerhalb weniger Minuten und Kommandant Dommes ließ U 178 stoppen, um Schiffbrüchige aufzunehmen und mit Rettungsflößen auszustatten. Die Überlebenden der Breiviken erreichten drei Tage später die afrikanische Küste. Am selben Tag torpedierte U 178 ein weiteres Schiff:
- 4. Juli 1943 griechischer Dampfer Michael Livanos (4.774 BRT, Lage) mit Torpedo versenkt[7]

Wenige Tage später attackierte das Boot das Schwesterschiff der Michael Livanos, das mit Kohlen auf dem Weg nach Port Sudan war:
- 11. Juli 1943 griechischer Dampfer Mary Livanos (4.771 BRT, Lage) mit Torpedo versenkt[7]

Wenige Tage später versenkte Kommandant Dommes zwei weitere Schiffe, ein amerikanisches Liberty-Schiff und einen britischen Dampfer:
- 14. Juli 1943 amerikanisches Frachtschiff Robert Bacon (7.192 BRT) mit Torpedo versenkt
- 17. Juli 1943 britischer Frachter City of Canton (6.692 BRT, Lage) mit Torpedo versenkt[7]

Ende Juli verließ U 178 das süd-westafrikanische Seegebiet und durchquerte den Indischen Ozean. Am 27. August traf das Boot in Penang ein, einem malaysischen Hafen, der von japanischen Truppen besetzt war. Nach U 511 war U 178 das zweite deutsche U-Boot, das süd-ostasiatische Gewässer erreichte. Es war das erste der Boote der  Gruppe Monsun, das in diesem Seegebiet operierte. Korvettenkapitän Dommes übernahm das Kommando über den Stützpunkt Penang, von wo aus später die meisten Unternehmungen der Monsun-Boote – von denen weitere im Laufe des Herbstes eintrafen – starteten. Das Kommando auf U 178 erhielt Kapitänleutnant Wilhelm Spahr, vormals Erster Wachoffizier des Bootes. Er brach am 25. November 1943 von Penang aus zu seiner ersten und einzigen Feindfahrt als Kommandant dieses Bootes auf. Kommandant Spahr versenkte auf dieser Fahrt lediglich ein Schiff: Einen amerikanischen Frachter vor der Küste von Kochi.
- 27. Dezember 1943 amerikanischer Dampfer José Navarro (7.244 BRT, Lage) mit Torpedo versenkt[7]

An Bord war der Hygieniker Joachim Wüstenberg. Am 25. Mai 1944 traf U 178 wieder in Bordeaux ein.

## Verbleib
Das Boot wurde am 20. August 1944 außer Dienst gestellt und fünf Tage später durch ein Sprengkommando im U-Bootbunker der 12. U-Flottille gesprengt. Drei Jahre später wurde U 178 von der französischen Marine gehoben und anschließend abgebrochen.